# Aglaonike
Aglaonike [aglaoníke] (starogrško Ἀγλαονίκη: Aglaoníke) starogrška astronomka, * 2. stoletje pr. n. št..
Aglaonike je navedena kot prva astronomka antične Grčije. Bila je hči Hegetorja iz Tesalije. O njej sta pisala Plutarh in Apolonij Rodoški. Imeli so jo za čarovnico, ker je znala predvideti kdaj bo z neba izginila Luna, oziroma je vedela kdaj in kje bo nastopil Lunin mrk.